# Fajsz
Fajsz è un comune dell'Ungheria di 1 959 abitanti (dati 2005). È situato nella contea di Bács-Kiskun.

## Geografia fisica
Il comune è situato a circa 15 km da Kalocsa ed è sulla riva del Danubio.